# Pulheim

Pulheim est une ville de Rhénanie-du-Nord-Westphalie (Allemagne) de 53 454 habitants, située dans l'arrondissement de Rhin-Erft et le district de Cologne.

## Quartiers de la ville
Pulheim a douze quartiers.
(Habitants à la date du 31 janvier 2011):
| Ortsteil       | Einwohner (Gesamt 53.474) |
| -------------- | ------------------------- |
| Brauweiler     | 8.071                     |
| Dansweiler     | 2.949                     |
| Freimersdorf   | 147                       |
| Geyen          | 2.421                     |
| Ingendorf      | 94                        |
| Manstedten     | 149                       |
| Orr            | 7                         |
| Pulheim        | 21.645                    |
| Sinnersdorf    | 5.474                     |
| Sinthern       | 3.404                     |
| Stommeln       | 8.223                     |
| Stommelerbusch | 890                       |

## Communes limitrophes
Les communes limitrophes sont (en commençant à l'est) : Cologne, Frechen, Bergheim, Rommerskirchen, Dormagen.

## Histoire
- Saint-Empire 962-1794
- Modèle:République Française  1794-1815
- Royaume de Prusse 1815-1871
- Modèle:Empire Allemend 1871-1918
- République de Weimar 1918-1933
- Reich allemand 1933-1945
- Allemagne occupée 1945-1949
- Modèle:République Fédérale d'Allemagne 1949-(a aujourd'hui)

## Personnalités liées à la ville
- Rudolf Rohlinger (1926-2011), journaliste et animateur de télévision allemand, mort à Pulheim.
- Jürgen Untermann (1928-2013), linguiste, chercheur en étude indo-européenne, philologue et épigraphiste allemand, mort à Pulheim.
- Dieter Dierks (1943-), producteur de musique allemand, né à Stommeln.
- Florian Wirtz (2003-), footballeur professionnel au Bayer Leverkusen, né à Pulheim.

## Jumelages
- Guidel (France), avant la réforme communale jumelée avec Brauweiler
- Fareham